# العلاقات المجرية الطاجيكستانية
العلاقات المجرية الطاجيكستانية هي العلاقات الثنائية التي تجمع بين المجر وطاجيكستان.

## مقارنة بين البلدين
هذه مقارنة عامة ومرجعية للدولتين:
| وجه المقارنة                                              | المجر                                                       | طاجيكستان                          |
| --------------------------------------------------------- | ----------------------------------------------------------- | ---------------------------------- |
| المساحة (كم2)                                             | 93.04 ألف                                                   | 143.10 ألف                         |
| عدد السكان (نسمة)                                         | 9.78 مليون                                                  | 8.92 مليون                         |
| الكثافة السكانية (ن./كم²)                                 | 105.12                                                      | 62.33                              |
| العاصمة                                                   | بودابست                                                     | دوشنبه                             |
| اللغة الرسمية                                             | لغة مجرية                                                   | اللغة الطاجيكية                    |
| العملة                                                    | فورنت مجري                                                  | ساماني طاجيكي، الروبل الطاجيكستاني |
| الناتج المحلي الإجمالي (بليون دولار)                      | 139.14 مليار                                                | 7.15 مليار                         |
| الناتج المحلي الإجمالي (تعادل القوة الشرائية) بليون دولار | 260.42 مليار                                                | 24.03 مليار                        |
| الناتج المحلي الإجمالي الاسمي للفرد دولار أمريكي          | 12.36 ألف                                                   | 925                                |
| الناتج المحلي الإجمالي للفرد دولار أمريكي                 | 25.07 ألف                                                   | 2.69 ألف                           |
| مؤشر التنمية البشرية                                      | 0.828                                                       | 0.624                              |
| رمز المكالمات الدولي                                      | +36                                                         | +992                               |
| رمز الإنترنت                                              | .hu                                                         | .tj                                |
| المنطقة الزمنية                                           | ت ع م+01:00، ت ع م+02:00، أوروبا/بودابست ‏، توقيت وسط أوروبا | ت ع م+05:00                        |

## منظمات دولية مشتركة
يشترك البلدان في عضوية مجموعة من المنظمات الدولية، منها:
| علم المنظمة | اسم المنظمة                        | تاريخ انضمام المجر | تاريخ انضمام طاجيكستان |
| ----------- | ---------------------------------- | ------------------ | ---------------------- |
|             | مؤسسة التنمية الدولية              | 29 أبريل 1985      | 4 يونيو 1993           |
|             | منظمة الأمن والتعاون في أوروبا     | 25 يونيو 1973      | 30 يناير 1992          |
|             | مؤسسة التمويل الدولية              | 29 أبريل 1985      | 2 ديسمبر 1994          |
|             | منظمة حظر الأسلحة الكيميائية       | ?                  | ?                      |
|             | الأمم المتحدة                      | 14 ديسمبر 1955     | 2 مارس 1992            |
|             | الاتحاد الدولي للاتصالات           | 1866               | 28 أبريل 1994          |
|             | منظمة الشرطة الجنائية الدولية      | ?                  | ?                      |
|             | البنك الدولي للإنشاء والتعمير      | 7 يوليو 1982       | 4 يونيو 1993           |
|             | الاتحاد البريدي العالمي            | ?                  | ?                      |
|             | وكالة ضمان الاستثمار متعدد الأطراف | 21 أبريل 1988      | 9 ديسمبر 2002          |
|             | يونسكو                             | 14 سبتمبر 1948     | 6 أبريل 1993           |
|             | الفريق المعني برصد الأرض           | ?                  | ?                      |

## وصلات خارجية
- موقع وزارة الخارجية المجرية